# Grommet Reefer
El USNS Grommet Reefer (T-AF-53) fue un carguero de la clase Grommet Reefer adquirido por la Armada de los Estados Unidos. Operó en la Segunda Guerra Mundial. Su tarea era transportar provisiones, artículos refrigerados y equipos a los barcos de la flota y a estaciones remotas y áreas de preparación.
El Grommet Reefer fue botado bajo contrato de la Comisión Marítima por Walter Butler Shipbuilders, Inc., Riverside Yard, Duluth, Minnesota, el 1 de enero de 1944: botado como Kenneth E. Gruennert el 29 de julio de 1944: patrocinado por la Sra. Walter A. Blodsoe: y entregado a la Administración de Transporte de Guerra (WSA) en diciembre de 1944 para su uso como buque mercante de carga. Antes de 1950 era propiedad de la WSA y la Comisión Marítima; y, como Kenneth E. Gruennert y más tarde como Grommet Reefer, fue operado por varias líneas mercantes, incluidas Grace Lines, Inc. y Alaska Transportation Company.

## Hundimiento

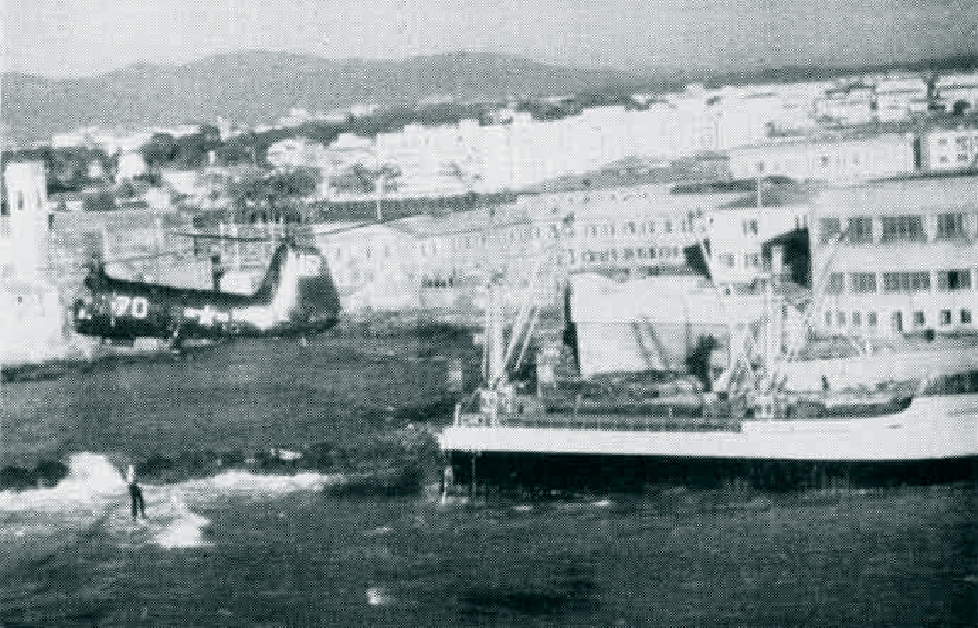
Rescate del naufragio del Grommet Reefer.

El Grommet Reefer reanudó sus operaciones en el mar Mediterráneo en septiembre y operó entre el norte de África e Italia antes de regresar a Nueva York el 10 de noviembre. Después de cargar el cargamento, partió hacia el norte de África 5 días después. El 10 de diciembre partió de Casablanca, Marruecos, con destino a Livorno, Italia. Cargado con cargamento del ejército, encalló en un arrecife durante una tormenta frente a Livorno el 15 de diciembre de 1952. Se partió en dos al día siguiente y su sección de popa se hundió sin pérdida de vidas. La sección de proa y el cargamento fueron rescatados, y la sección de proa fue recuperada y transferida a la Administración Marítima el 23 de julio de 1953 para su disposición.